# كريس كينيدي
كريس كينيدي (بالإنجليزية: Chris Kennedy)‏‏ (9 ديسمبر 1955 في سيدني - 27 أغسطس 2013 ) مخرج أفلام، ومنتج أفلام، وكاتب سيناريو، وروائي من أستراليا.

## روابط خارجية
- كريس كينيدي على موقع IMDb (الإنجليزية)
- كريس كينيدي على موقع أول موفي (الإنجليزية)
- كريس كينيدي على موقع قاعدة بيانات الفيلم (الإنجليزية)
- كريس كينيدي على موقع كينوبويسك (الروسية)